# Le Petit Chemin de Fer
Le Petit Chemin de Fer auf der Exposition Internationale de l’Est de la France von 1909 in Nancy war eine 1,5 km lange, ringförmige Parkeisenbahn, die den Parc Sainte-Marie mit dem Terrain Blandan verband, auf dem temporär sieben große Ausstellungspaläste nach den Plänen der führenden Architekten Nancys errichtet worden waren.
Der Betreiber dieser Bahn war die Miniature Railways of Great Britain aus Northampton. Es handelte sich um eine Produktion der 1899 gegründeten Firma Bassett-Lowke, die daran interessiert war, auch in Frankreich „durch eine praktische Vorführung“ zur Ausstellung beizutragen.: S. 624 In einem zeitgenössischen Veranstaltungsbericht wird sie beschrieben mit „verband sie ‚das Nützliche mit dem Angehmen‘.“: S. 62 Ihre Waggons werden mit den Attributen elegant und vertrauenserwecktend beschrieben. Es sei ein Vergnügen gewesen, „hinter den niedlichen Lokomotiven zu sitzen, die eine maßstabsgetreue Verkleinerung der mächtigen Maschinen waren, die auf den großen englischen Strecken verkehrten, und zu sehen, wie die Spielzeugmaschinen […] die Strecke mit hoher Geschwindigkeit zurücklegten und unter dem Rauschen des Dampfes und den Pfeiftönen die Rampen hinaufkletterten. […] Trotz der hohen Besucherzahl und der Geschwindigkeit der Züge kam es zu keinen Zusammenstößen oder Unfällen durch Spaziergänger auf den Gleisen.“: S. 62
Zu der zum Einsatz gekommenen Lokomotive ist im Bericht zu lesen:

« La locomotive miniature mise en service mesure 2 mètres de longueur et 0,55 m de hauteur. Elle est a quatre roues couplées de 45,5 cm de diamètre, et peut donner une force de 8 chevaux à 8,5 kg de pression. Elle entraîne alors le train à une vitesse d’environ 30 kilomètres à l’heure. Deux locomotives semblables et dix wagons ouverts avaient été envoyés à Nancy. Le nombre des voyageurs transportés pendant l’Exposition a presque atteint 100.000. Dans la seule journée du 15 août, plus de 2.500 voyageurs ont fait le tour de l’Exposition avec ce petit chemin de fer. »

„Die in Betrieb genommene Miniaturlokomotive ist 2 m lang und 0,55 m hoch. Sie hat vier gekoppelte Räder mit einem Durchmesser von 45,5 cm und kann bei 8,5 kg Druck eine Kraft von 8 Pferden abgeben. Sie treibt den Zug dann mit einer Geschwindigkeit von etwa 30 Kilometern pro Stunde an. Zwei ähnliche Lokomotiven und zehn offene Waggons waren nach Nancy geschickt worden. Die Zahl der Reisenden, die während der Ausstellung befördert wurden, erreichte fast 100.000. Allein am 15. August fuhren mehr als 2.500 Reisende mit dieser kleinen Bahn um die Ausstellung herum.“

## Streckenverlauf und Bahnbetrieb

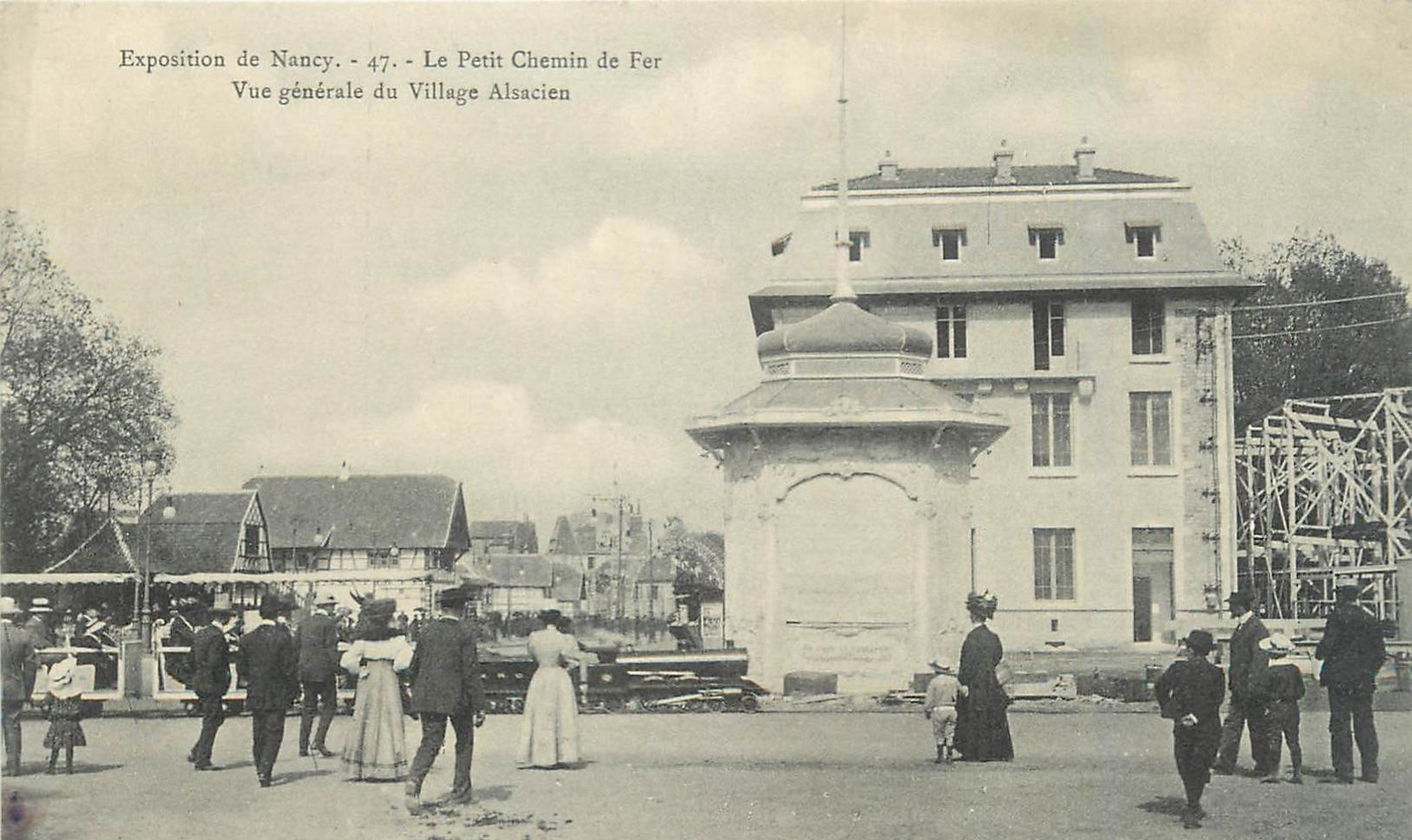
Bahnübergang am Elsässischen Dorf

Die Bahn verkehrte auf der bei Lilliputbahnen üblichen Spurweite von 15 Zoll (381 mm). Die Atlantic-Lokomotive der Bauart 2’B1’ trug den Namen Entente Cordiale (Werks-Nr. 12). Sie wurde speziell für die Ausstellung in Nancy gebaut. Die Nachfrage war jedoch größer als erwartet, so dass eine weitere Lok der Baureihe 10, Mighty Atom  (Werks-Nr. 11) von der Sutton Miniature Railway ausgeliehen wurde. Sie erhielt vorübergehend die Nummer 13 und wurde in Ville de Nancy umbenannt. Mighty Atom überlebt heute in leicht veränderter Form als Prince of Wales, ist aber seit den frühen 1950er Jahren nicht mehr gefahren. Die weitere Geschichte der Entente Cordiale ist nicht bekannt, aber es wird vermutet, dass sie auf anderen Ausstellungsbahnen eingesetzt wurde, bevor sie nach 1912 verschwand.
Der Zug fuhr auf das Aquarium zu, unterquerte das dichte Laub der hohen Bäume des Lin-Parks, durchquerte die Ferme Lorraine, fuhr am Palais des Transports und dem Palais des Textiles vorbei und hielt am Palais des Fêtes. Dann fuhr er wieder los, umrundete den Palais de l’Electricite und Les Cbaudiéres und kam nach dem Durchqueren des großen Baumbestands, der das Restaurant Champétre umgab, sanft zum Stehen. Die Haltestelle befand sich am Rond-Point, am Eingang zum Parc Sainte-Marie. Die Sitzplätze in der Parkeisenbahn waren heiß umkämpft.